# Ni biedny, ni bogaty, a wręcz przeciwnie
Ni biedny, ni bogaty, a wręcz przeciwnie (hiszp. Ni pobre ni rico, sino todo lo contrario) – sztuka teatralna autorstwa Miguela Mihury oraz Tono (pod tym pseudonimem pisał Antonio Lara de Gavilán), wystawiona po raz pierwszy 17 grudnia 1943 roku w Teatro María Guerrero w Madrycie. Tekst jest komedią z licznymi elementami charakterystycznego dla Mihury absurdu i surrealizmu. 

## Opis fabuły
Głównym bohaterem jest bogaty mieszczanin Abelardo, który – znudzony nieco życiem – zaczyna zaniedbywać swoje interesy i chodzić w miejsca nietypowe dla ludzi jego stanu, jak spotkania Koła Rolniczego. Tam właśnie poznaje młodą i piękną Margaritę, w której zakochuje się na zabój. Dziewczyna odrzuca go jednak, podkreślając swoją dumę z bycia biedną, która nie pozwala jej związać się z bogaczem. Abelardo postanawia zatem jak najszybciej roztrwonić swój majątek, aby przypaść jej do gustu. Znajduje najbardziej absurdalne sposoby, by zbiednieć – dobrowolnie pozwala się oszukiwać przy grach hazardowych czy okradać złodziejom, skupuje od naukowców-nieudaczników ich mocno wątpliwe wynalazki, a nawet zupełnie ignoruje pożar we własnej rezydencji. 
W efekcie bardzo szybko staje się bezdomnym kloszardem, żyjącym na ławce w parku. Nie umie jednak dobrze żebrać, wobec czego zdaje się na dyskretną pomoc swego wiernego byłego kamerdynera oraz bogatej, zakochanej w nim bez wzajemności baronowej. Ale jego nowy stan materialny nie przekonuje Margarity, która uważa, że nadal istnieje między nimi społeczna przepaść, tylko w drugą stronę – teraz on jest skrajnie biedny, a ona nie aż tak bardzo. Zniechęcony Abelardo przegania dziewczynę i dzięki środkom pożyczonym od baronowej tworzy nową firmę, korporację koordynującą pracę żebraków na całym świecie. To pozwala mu szybko wrócić do życia w luksusie. Ceną za użyczony przez arystokratkę kapitał jest jednak konieczność spełnienia jej marzenia o małżeństwie z Abelardem. W finale na scenie pojawiają się jednak dwie panny młode – baronowa i... Margarita.

## Inscenizacje w Polsce
Sztuka nie była dotąd prezentowana w Polsce w profesjonalnym teatrze. 1 grudnia 2017 miała miejsce jej publiczna prapremiera w polskim teatrze amatorskim. Produkcję wystawioną na scenie Centrum Kultury dzielnicy Bemowo w Warszawie przygotowało Stowarzyszenie Kuko, przy czym aktorzy grali oryginalnym tekstem hiszpańskim, a publiczność miała do dyspozycji napisy.